# Езел (Кентуккі)
Езел (англ. Ezel) — переписна місцевість (CDP) в США, в окрузі Морган штату Кентуккі. Населення — 209 осіб (2020).

## Географія
Езел розташований за координатами 37°53′29″ пн. ш. 83°26′39″ зх. д. / 37.89139° пн. ш. 83.44417° зх. д. (37.891500, -83.444086).  За даними Бюро перепису населення США в 2010 році переписна місцевість мала площу 2,30 км², з яких 2,29 км² — суходіл та 0,01 км² — водойми.

## Демографія
Згідно з переписом 2010 року, у переписній місцевості мешкало 235 осіб у 85 домогосподарствах у складі 64 родин. Густота населення становила 102 особи/км².  Було 97 помешкань (42/км²).
Расовий склад населення:
| - 100,0 % — білих |

До двох чи більше рас належало 0,0 %. Частка іспаномовних становила 0,0 % від усіх жителів.
За віковим діапазоном населення розподілялося таким чином: 31,5 % — особи молодші 18 років, 58,3 % — особи у віці 18—64 років, 10,2 % — особи у віці 65 років та старші. Медіана віку мешканця становила 34,4 року. На 100 осіб жіночої статі у переписній місцевості припадало 106,1 чоловіків;  на 100 жінок у віці від 18 років та старших — 87,2 чоловіків також старших 18 років.
Середній дохід на одне домашнє господарство  становив 33 006 доларів США (медіана — 21 250), а середній дохід на одну сім'ю — 41 317 доларів (медіана — 31 250). За межею бідності перебувало 35,1 % осіб, у тому числі 21,8 % дітей у віці до 18 років та 56,0 % осіб у віці 65 років та старших.
Цивільне працевлаштоване населення становило 87 осіб. Основні галузі зайнятості: освіта, охорона здоров'я та соціальна допомога — 34,5 %, мистецтво, розваги та відпочинок — 33,3 %, виробництво — 17,2 %, публічна адміністрація — 11,5 %.